# سنگوکو باسارا: قهرمانان سامورایی
Sengoku BASARA Samurai Heroes که در ژاپن با نام Sengoku BASARA 3 شناخته می شود یک بازی ویدئویی اکشن هک اند اسلش است که در سال ۲۰۱۰ توسط کپ کام توسعه و منتشر شده است. این سومین قسمت اصلی از سری بازی های سنگوکو باسارا و دومین بازی از این سری است که در سراسر جهان منتشر می شود. این بازی برای پلی استیشن 3 و وی در جولای 2010 در ژاپن و در سراسر جهان در ماه اکتبر منتشر شد.

## گیم پلی
Samurai Heroes یک سبک مبارزه با "هک اند اسلش" است که بر میدان های جنگ بزرگ و عنصری از استراتژی تاکید دارد. قدرت شخصیت کنترل شده اجازه می دهد تا شاهکارهای مافوق بشری نابودی در برابر چندین دشمن انجام شود و نبردها حول شکست تعداد زیادی از دشمنان می چرخد. علاوه بر این، ماموریت ها (به طور کلی) با شکست دادن "کاپیتان های دروازه" و در نهایت یک رئیس و/یا مینی باس تکمیل می شوند. Samurai Heroes با اضافه کردن اهداف دیگری مانند محافظت از قلعه یا از بین بردن ذخایر غذایی دشمن، گیم پلی را با هم مخلوط می کند. منحصربه‌فرد بودن هر شخصیت، سبک‌های مختلف مبارزه را امکان‌پذیر می‌کند، مانند آن‌هایی که روی ضربه زدن به تعداد زیادی از دشمنان تمرکز می‌کنند در مقابل آنهایی که روی چند نفر تمرکز می‌کنند (عالی برای کشتن شخصیت‌های رئیس). ترکیب‌ها را می‌توان به راحتی اجرا کرد و شخصیت‌ها توانایی کسب سطوح را با تکمیل مراحل، در نهایت باز کردن قفل مهارت‌ها و/یا اضافه کردن قدرت اضافی به مهارت‌های موجود خود دارند. دستیابی به سلاح و سفارشی سازی نیز یکی از عناصر جدایی ناپذیر بازی است.
سطوح دشواری در نسخه‌های غربی بازی به گونه‌ای متفاوت نام‌گذاری می‌شد تا بازی دشوارتر شود (با تبدیل شدن ژاپنی نرمال به Easy و تبدیل شدن ژاپنی سخت به نرمال). با این حال این بر EXP و غنایم جنگی که پس از اتمام مراحل دریافت می‌شود، بر خلاف پادشاهان شیطان تأثیری نمی‌گذارد.

## شخصیت ها
ماتسوناگا هیساهیده  در Sengoku BASARA 2 Heroes به عنوان NPC ظاهر شد اما اولین حضور قابل بازی خود را در Sengoku BASARA 3 Utage انجام داد.
| سنگوکو باسارا    | سنگوکو باسارا 2   | سنگوکو باسارا 3     |
| داته ماسامونه    | مائدا توشیماسا    | توکوگاوا ایه یاسو   |
| سانادا یوکیمورا  | چوسوکابه موتوچیکا | ایشیدا میتسوناری    |
| هوندا تاداکاتسو  | موری موتوناری     | اوتانی یوشیتسوگو    |
| شیمازو یوشی هیرو | اوایچی            | سوزوکی ماگوایچی     |
| اودا نوبوناگا    | فوما کوتارو       | کورودا یوشیتاکا     |
| ساروتوبی ساسوکه  | کاتاکورا کوجورو   | تسوروهیمه           |
| اوئه‌سوگی کنشین   | هوجو اوجیماسا     | ماتسوناگا هیساهیده  |
| کاسوگا           |                   | کوبایاکاوا هیده آکی |
| تاکدا شینگن      |                   | تنکای               |
| مائدا توشی‌ایه    |                   | تاچیبانا مونه‌شیگه   |
| مائدا ماتسو      |                   | اوتومو سورین        |
|                  |                   | موگامی یوشی‌آکی      |

#### جنگ سالاران منطقه ای
شخصیت‌های NPC که به‌عنوان رئیس و/یا مینی باس بدون هیچ نقشی در داستان عمل می‌کنند و در هیچ یک از بازی‌ها قابل بازی نیستند (اولین حضور خود را در Samurai Heroes انجام داده‌اند):
نانبو هاروماسا ساتاکه یوشی‌شیگه اوتسونومیا هیروتسونا آنگاکوجی یوریتسونا آماگو هاروهیسا و نااوئه کانه‌تسوگو

## نقدها و نمرات
در آمریکای شمالی، بازی با توجه به وب‌ سایت جمع‌آوری نقد متاکریتیک، در هر دو پلتفرم نقدهای «مختلط یا متوسط» دریافت کرد. در ژاپن، بازی نقدهای "به طور کلی مطلوب" دریافت کرد. مجله بازی های ویدیویی ژاپنی Famitsu به نسخه PS3 امتیاز 9/9/8/8 در مجموع 34/40 و نسخه Wii را 9/8/8/8 برای مجموع 33/40 امتیاز داده است.
Capcom بعداً اعلام کرد که این بازی تا 8 سپتامبر 2010 بیش از 500000 واحد در ژاپن فروخته است و به پرفروش‌ترین بازی Sengoku BASARA تبدیل شد و مجموع فروش این سری را به 2.1 میلیون رساند. این بازی بعداً تحت عنوان بهترین برچسب پلی استیشن 3 (به این معنی که در ژاپن پرفروش‌ترین است) دوباره منتشر شد. این بازی در هفته اول فروش خود در ژاپن در مجموع 292519 واحد فروخت (PS3: 242698 واحد/Wii: 49821 واحد) که نسخه PS3 پرفروش‌ترین بازی هفته و نسخه Wii پنجمین پرفروش‌ترین بازی است. بازی هفته. این بالاترین اولین بازی برای یک بازی Sengoku BASARA تا کنون خواهد بود. این بازی در مجموع 610,818 واحد در ژاپن فروخته است (PS3: 422,765 واحد / Wii: 188,053 واحد).